# فرودگاه شهری اوسوگو
فرودگاه شهری اوسوگو (به انگلیسی: Oswego Municipal Airport) یک فرودگاه همگانی ۶۰۰ است . این فرودگاه در کشور ایالات متحده آمریکا قرار دارد و در ارتفاع ۲۵۳ متری از سطح دریا واقع شده است.